# Феликс Блох

Феликс Блох (Felix Bloch) е швейцарски физик, носител на Нобелова награда за физика за 1952 година.

## Биография
Роден е на 23 октомври 1905 г. в Цюрих, Швейцария. През 1933 г. имигрира в САЩ и през 1939 става американски гражданин. Работи в лабораторията в Лос Аламос по построяването на атомната бомба и по радарния проект в Харвардския университет. През 1961 г. става професор в Станфордския университет.
Работи с Хайзенберг, Паули, Ферми и Бор.
Умира на 10 септември 1983 г. в Цюрих.